# YW 531
Der YW 531 oder Typ 63 (alternative Bezeichnungen: K63, M1967) ist ein in der Volksrepublik China hergestellter Truppentransporter.

## Geschichte
Der Truppentransporter YW 531 (Typ 63) wurde erstmals von China alleine, ohne sowjetische Hilfe entwickelt. Das Fahrzeug wurde in großen Stückzahlen vom chinesischen Maschinenbaubetrieb Norinco hergestellt. 1963 war die Entwicklungsphase abgeschlossen und 1964 konnten die ersten YW 531 an das Heer der Volksbefreiungsarmee übergeben werden.
Das Fahrzeug wird bzw. wurde darüber hinaus von Albanien, Nordvietnam, Nordkorea, Sudan, Tansania und Zaire verwendet und tauchte in diversen kriegerischen Auseinandersetzungen auf, wie zum Beispiel im Vietnamkrieg, im Chinesisch-Vietnamesischen Krieg sowie im Ersten und Zweiten Golfkrieg.

## Technik
Der YW 531 ist eine zuverlässige Konstruktion, obwohl nach anfänglichen Schwierigkeiten einige Nachbesserungen vonnöten waren. Die Panzerung besteht aus verschweißten Stahlplatten und bietet Schutz gegen Geschosse des Kalibers 7,62 mm. Das Fahrzeug ist üblicherweise mit zwei Personen bemannt und kann insgesamt 13 weitere aufnehmen. Zudem ist das Fahrzeug amphibisch, der Antrieb im Wasser erfolgt über die Gleisketten, was die Manövrierfähigkeit bei Wasserfahrt einschränkt. Der YW 531 stellt außerdem die Basis für die Truppentransporter Typ 85 und Typ 89 dar.

## Varianten
- Typ 63/YW531: Basisversion, keine Massenproduktion
- Typ 63A/A531: Serienversion mit einem 12,7-mm-Maschinengewehr
- Typ 63I/B531: verlängerte Version mit fünf Laufrädern
- Typ 63C/YW531C: verbesserte Exportvariante, die mit einem Motor der Firma Deutz AG (BF8L413F) ausgestattet wurde
- Typ 63D/YW531D-Typ 63E/YW531E: Kommandofahrzeug
- YW701: Kommandofahrzeug, mit verbesserter Funkanlage ausgestattet
- YW721: Funkführungspanzer
- YW750: Sanitätspanzer
- YW381: Mörserträger 120 mm
- YW304: Mörserträger 82 mm
- Typ 70/WZ302: Panzerhaubitze mit einer 122-mm-Typ-54-I-Kanone
- Typ 70/WZ303: Raketenwerfer mit einem 130-mm-Mehrfachwerfer (19 Rohre)